# Dalakia uniformella
Dalakia uniformella är en fjärilsart som beskrevs av Hans Georg Amsel 1961. Dalakia uniformella ingår i släktet Dalakia och familjen mott. Inga underarter finns listade i Catalogue of Life.